# 예프리 라미레즈
예프리 라미레즈 알칼라(Yefry Ramírez Alcala, 1993년 11월 28일 ~ )는 도미니카 공화국의 야구 선수이자, 전 KBO 리그 한화 이글스의 투수이다.

## 미국 프로야구 시절
2018년에 볼티모어 오리올스에 입단하였다.

## 한국 프로야구 시절

### 한화 이글스시절
2022년 6월 1일에 라이언 카펜터를 대체할 외국인 투수로 영입되었다. 2022년 시즌 후 재계약에 실패했다.